# Tropocyclops mellanbyi
Tropocyclops mellanbyi – gatunek widłonoga z rodziny Cyclopidae. Nazwa naukowa tych skorupiaków została opublikowana w 1952 roku przez nigeryjskiego zoologa Sanyę Dojo Onabamiro (1913–1985).